# Maa-Honkinen
Maa-Honkinen är öar i Finland. De ligger i sjön Ule träsk och i kommunen Kajana i den ekonomiska regionen  Kajana ekonomiska region  och landskapet Kajanaland, i den centrala delen av landet, 500 km norr om huvudstaden Helsingfors. Arean för den av öarna koordinaterna pekar på är 26 hektar och dess största längd är 1,1 kilometer i sydöst-nordvästlig riktning.